# Hoyocasero
Hoyocasero település Spanyolországban, Ávila tartományban. Hoyocasero Villarejo del Valle, San Martín del Pimpollar, Navalosa, Navaquesera, Navalacruz és Cepeda la Mora községekkel határos. Lakosainak száma 311 fő (2024).

## Népesség
A település népessége az utóbbi években az alábbiak szerint változott:
| Lakosok száma | 366  | 373  | 340  | 360  | 344  | 283  | 310  | 293  | 278  | 311  |
|               | 2001 | 2004 | 2006 | 2009 | 2011 | 2014 | 2016 | 2019 | 2021 | 2024 |